# Larceny
Larceny (bra: Aves de Rapina) é um filme policial estadunidense dirigido por George Sherman e estrelado por John Payne, Joan Caulfield, Dan Duryea e Shelley Winters. Foi lançado em 3 de setembro de 1948 pela Universal Pictures.

## Elenco
- John Payne como Rick Maxon
- Joan Caulfield como Deb Clark
- Dan Duryea como Silky Randall
- Shelley Winters como Tory
- Dorothy Hart como Madeline
- Richard Rober como Max
- Dan O'Herlihy como Duke
- Nicholas Joy como Walter Vanderline
- Percy Helton como Charlie Jordan
- Walter Greaza como Sr. Owens
- Patricia Alphin como Waitress
- Harry Antrim como Mr. McNulty
- Russ Conway como Detetive
- Paul Brinegar como Mecânico
- Don Wilson como Mestre de Cerimônias